# Bundesstraße 530
Pour les articles homonymes, voir Route 530.
La Bundesstraße 530 est une ancienne Bundesstraße dans le Land de Basse-Saxe.

## Histoire
Le dernier tronçon de la B 530 entre Neermoor et Hesel (9,6 km) était initialement dédié à la Bundesstraße 72a. Dans le plan d'exigences de la loi sur l'expansion des Bundesfernstraßen pour les années 1971 à 1985 du 30 juin 1971, la nouvelle construction à quatre voies d'une Bundesstraße entre Emden et la région de Simonswolde est initialement prévue sous la désignation B 70n. Elle est suivie d'un tronçon à quatre voies entre Simonswolde et Neermoor (10,1 km), qui devait combler l'écart avec la voie unique de la B 72n entre Neermoor et Hesel, déjà en service. Cependant, l'ensemble du tracé est déjà inclus dans le rapport de construction de routes du gouvernement fédéral pour 1971 sous le nom de B 530 avec une longueur de 29 km et des coûts de construction de 154 millions de DM. Néanmoins, la partie ouest est toujours désignée sous le nom de B 70n dans l'annexe au rapport de construction de la route de 1972. En 1973, le tronçon entre Simonswolde (aujourd'hui échangeur de Riepe) et Neermoor (aujourd'hui échangeur de Neermoor) est achevé. Le tronçon entre Emden (L 2 près d'Emden-Friesland) et l'échangeur de Riepe avec un total de 9 km est ouvert à la circulation en deux sections en 1976 (3,5 km) et 1977 (5,5 km).
La B 530 entre Emden et Hesel est aussi incluse dans la loi modifiant la loi sur l'extension des Bundesfernstraßen pour les années 1971 à 1985 du 5 août 1976. En plus des 29 km environ, 4,3 km supplémentaires doivent être construits dans le cadre du B 530 entre l'échangeur d'Emden-Mitte (B 70) et l'échangeur d'Emden-Est (A 31). Cependant, avec la deuxième loi modifiant la loi sur l'extension des Bundesfernstraßen pour les années 1971 à 1985 du 25 août 1980, les plans de la Bundesautobahn 31 sont fondamentalement modifiés. Au lieu de conduire l'autoroute du nord à Leer, l'A 31 est désormais posée sur le tracé de la B 530 entre Emden et Neermoor. La B 530 est complètement fusionnée avec l'A 31, à l'exception d'un petit tronçon au sud-est d'Emden (aujourd'hui : route de desserte de l'A 31) et du tronçon entre l'échangeur de Veenhusen et Hesel. Ce dernier tronçon est finalement déclassé en L 24, de sorte que le B 530 n'existe plus.